# Severn (rivière de Nouvelle-Zélande)
Pour les articles homonymes, voir Rivière Severn.
La rivière Severn  (anglais : Sever River) est une rivière de l’Ile du Sud de la Nouvelle-Zélande dans la région de  Marlborough et un affluent de l'Acheron.  

## Géographie
La source de la rivière est dans la chaîne de "Raglan Range" et s’écoule dans la rivière Acheron River.  

## Affluents
L’un de ses affluents est la rivière Alma.